# Nymphon arabicum
Nymphon arabicum is een zeespin uit de familie Nymphonidae. De soort behoort tot het geslacht Nymphon. Nymphon arabicum werd in 1938 voor het eerst wetenschappelijk beschreven door Calman. 